# Курт Штеттлер
Курт Штеттлер (нім. Kurt Stettler, 21 серпня 1932 — 8 грудня 2020) — швейцарський футболіст, що грав на позиції воротаря, зокрема за «Базель», а також національну збірну Швейцарії.

## Клубна кар'єра
У дорослому футболі дебютував 1950 року виступами за команду «Лугано». За два роки перейшов до «Берна», в якому по ходу сезону 1953/54 став основним голкіпером.
Згодом протягом трьох років грав за «Люцерн», звідки у 1957 році перейшов до «Базеля». Відіграв за команду з Базеля наступні сім сезонів своєї кар'єри. 1963 року допоміг їй здобути Кубок Швейцарії.
1964 року досвідчений голкіпер став гравцем «Янг Феллоуз», якому допоміг у першому ж сезоні підвищитися у класі до елітного швейцарського футбольного дивізіону, в якому й провів останні три сезони професійної ігрової кар'єри.

## Виступи за збірну
1962 року дебютував в офіційних матчах у складі національної збірної Швейцарії. Того ж року поїхав у її складі на чемпіонат світу до Чилі, де, однак, на поле не виходив і був лише одним з дублерів основного голкіпера команди Карла Ельзенера.
Свою другу і останню гру за національну команду провів у 1963 році.

## Титули і досягнення
- Володар Кубка Швейцарії (1):

«Базель»: 1962-1963